# Швайген
Швайген (нім. Schwaigen) — громада в Німеччині, розташована в землі Баварія. Підпорядковується адміністративному округу Верхня Баварія. Входить до складу району Гарміш-Партенкірхен. Складова частина об'єднання громад Ольштадт.
Площа — 23,58 км2. Населення становить 605 ос. (станом на 31 грудня 2020).